# 馬賢達
馬賢達（1932年—2013年6月17日），男，回族，河北沧县人，中國武術家、武術指導。中國共產黨黨員。

## 生平
馬賢達生於河北省滄縣孟村，是武術家馬鳳圖之子。張鑫炎導演開拍《少林寺》時，邀請馬賢達、潘清福、王常凱、于海等武術名家擔任武術指導。1983年第2屆香港電影金像獎中，《少林寺》獲最佳動作指導提名。
馬賢達於1983年加入中國共產黨，曾擔任陕西省体委副主任。2009年被聘為国家体育总局武术研究院专家委员会委員。2013年6月17日在西安逝世。

## 參與作品

### 動作設計
- 《特高課在行動》 （1981年）
- 《少林寺》（1982年）

### 編劇
- 《大刀王五》 （1985年）[4]